# 龙凤乡 (衡阳市)
龙凤乡，是中华人民共和国湖南省衡陽市南岳区下辖的一个乡镇级行政单位。2015年11月18日，岳林乡、拜殿乡和龙凤乡成建制合并设立寿岳乡。

## 行政区划
龙凤乡下辖以下地区：
龙凤村、水口村和红旗村。